# Foch (R 99)
La portaerei Foch (R 99) è stata una nave da guerra francese, appartenente alla classe Clemenceau. È stata la seconda nave da guerra chiamata in onore del maresciallo Ferdinand Foch. Ironia della sorte, Foch aveva detto: "Gli [...] aerei non hanno alcun valore militare". La prima unità francese intitolata al maresciallo Foch fu un incrociatore pesante del 1931, autoaffondato a Tolone il 27 novembre 1942.

## Costruzione
Il progetto elaborato dallo stato maggiore generale navale nel 1949 prevedeva 4 portaerei da 20000 tonnellate con l'idea di averne almeno due sempre operative. Nella riunione del 22 agosto 1949, il Consiglio supremo della Marina fu ancora più ambizioso: il progetto di squadra navale prevedeva sei portaerei di squadra. Il 15 luglio 1952, il programma prevedeva ancora 5 portaerei di cui 2 per l'Unione francese (non disponibile per la NATO). Secondo la RCM 12, il documento finale della Conferenza di Lisbona del 1952, la Francia doveva mettere a disposizione della NATO in caso di guerra una portaerei il giorno J (giorno di inizio delle ostilità), due il giorno J+30, tre il giorno J+180. Ma dal 1953, la Marina dovette ammettere che avrebbe potuto ordinare solo tre portaerei. La PA 54 Clemenceau, iscritta al bilancio del 1953, venne varata nel novembre 1955, mentre la PA 55 Foch venne iscritta nel bilancio del 1955. La terza della serie, la PA 58 Verdun doveva essere iscritta nel bilancio nel 1958, ma il progetto fu cancellato.
La costruzione della Foch venne iniziata nei Chantiers de l'Atlantique di St. Nazaire dove il suo scafo venne impostato il 15 novembre 1957 e la nave varata il 23 luglio 1960. Dopo il varo la nave venne inviata nel cantiere navale di Brest per completare l'allestimento che venne ultimato il 15 luglio 1963.

## Armamento
L'armamento era costituito da otto cannoni da 100mm, quattro dei quali rimossi all'inizio degli anni novanta e sostituiti da due lanciamissili ottupli Crotale antinave e antiaerei con 52 missili, mentre cinque mitragliatrici M 2 da 12,7mm costituivano la difesa antiaerea di punto di tipo artiglieresco e durante i lavori di ammodernamento, svolti tra il 1980 e il 1981, vennero aggiunti anche quattro lanciamissili binati per missili superficie aria a guida infrarossa Simbad di produzione e progettazione interamente francesi e la nave dotata di armi nucleari tattiche.

### Elettronica
La nave era equipaggiata di radar di ricerca aerea a lungo raggio Thomson-CSF DRBV-23B in banda D, con un raggio di 201km, di radar di ricerca aerea e di superficie a corto raggio DRBV-50, sostituito durante i lavori di ammodernamento con il modello DRBV-15, radar di appontaggio NRBA-50, radar tridimensionale di ricerca aerea e di superficie DRBI-10 in banda E/F, con un raggio di azione di 256km, diversi radar di controllo tiro DRBC-31, sostituiti con il modello DRBC-32C e radar DRBN-34 di navigazione. La nave venne dotata di sistema TACAN SRN-6.
Il sonar era un modello Westinghouse SQS 505 a scafo e la suite EW era costituita da due lanciachaff/flare CSEE Dagaie, Suite ESM ARBR 17 ed ECM ARBB 33.
Tra il 1980 e il 1981 l'elettronica venne aggiornata con l'aggiunta di un sistema IPER (attrezzatura per l'elaborazione dati tattici), di un sistema automatico per la direzione delle operazioni di combattimento SENIT (Système d'Exploitation Navale des Informations Tactiques) e di una centrale a inerzia per l'aggiornamento della piattaforma degli aerei prima che venissero catapultati.

## Principale impiego militare

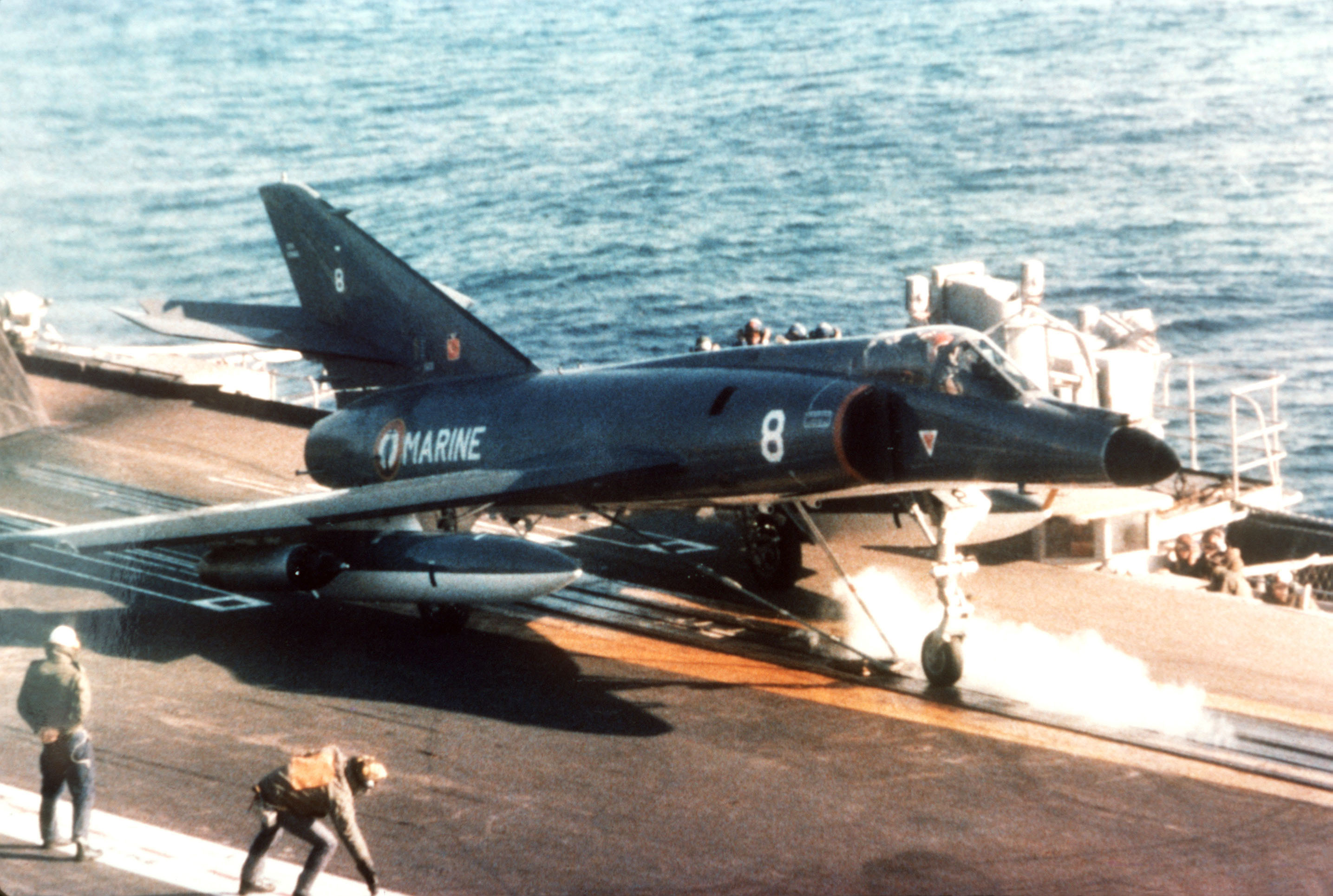
Un Dassault-Breguet Super Étendard sulla portaerei francese Foch nel 1983 al largo del Libano

Nel 1978 la Foch è stata impiegata nel Mar Rosso per proteggere l'indipendenza del Gibuti durante l'operazione Sapphire II.
Nel 1983-84, ha partecipato alla missione Olifant a sostegno del contingente francese schierato in Libano, con una componente aerea di sei F-8 Crusader, quindici Super Étendard, tre Étendard IV, cinque Breguet Br 1050 Alizé, e sei elicotteri SA-321G Super-Frelon. alternandosi nella missione con la gemella Clemenceau.
Nell'ottobre 1984 la Foch venne inviata al largo delle coste libiche in occasione delle tensioni nel golfo della Sirte.
Dal 1993 al 1999 è stata regolarmente impegnata nel Adriatico nelle operazioni Balbuzard, Salamander e Trident nel quadro dell'impegno francese nella ex-Jugoslavia sotto le missioni UNPROFOR, SFOR e KFOR, sotto il comando dell'ONU e della NATO, assicurando la sicurezza delle forze francesi a terra.

## Disarmo e vendita al Brasile
Dopo una carriera di 37 anni nella Marina francese la nave è stata venduta il 15 novembre 2000 alla Marina brasiliana, e rinominata NAe São Paulo; è stata ritirata dal servizio il 14 febbraio 2017.
La PA 2 avrebbe dovuto sostituire la Foch nella Marine nationale, tuttavia la realizzazione di una seconda portaerei – da affiancare al Charles de Gaulle (R 91) – è stata abbandonata.
Nel febbraio 2023 è stata deliberatamente affondata dalla Marina militare brasiliana, con un carico di sostanze tossiche, in alto mare.

## Galleria d'immagini

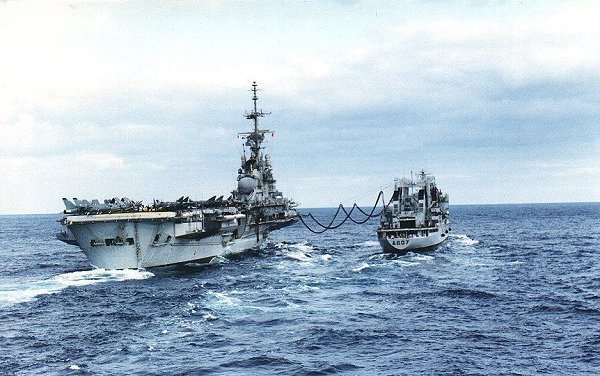
La Meuse durante il rifornimento della Foch
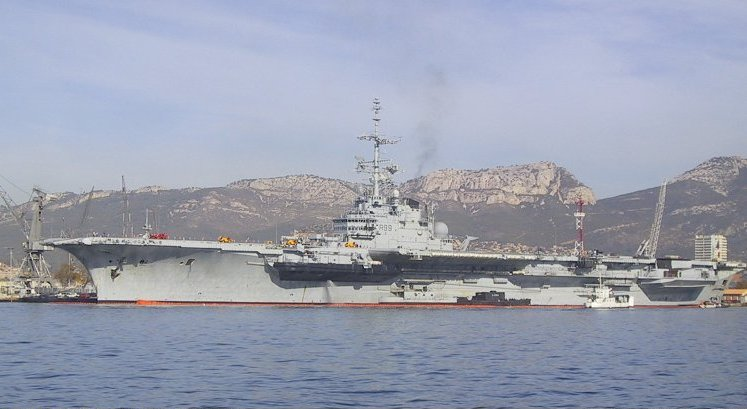
Le Foch a Tolone
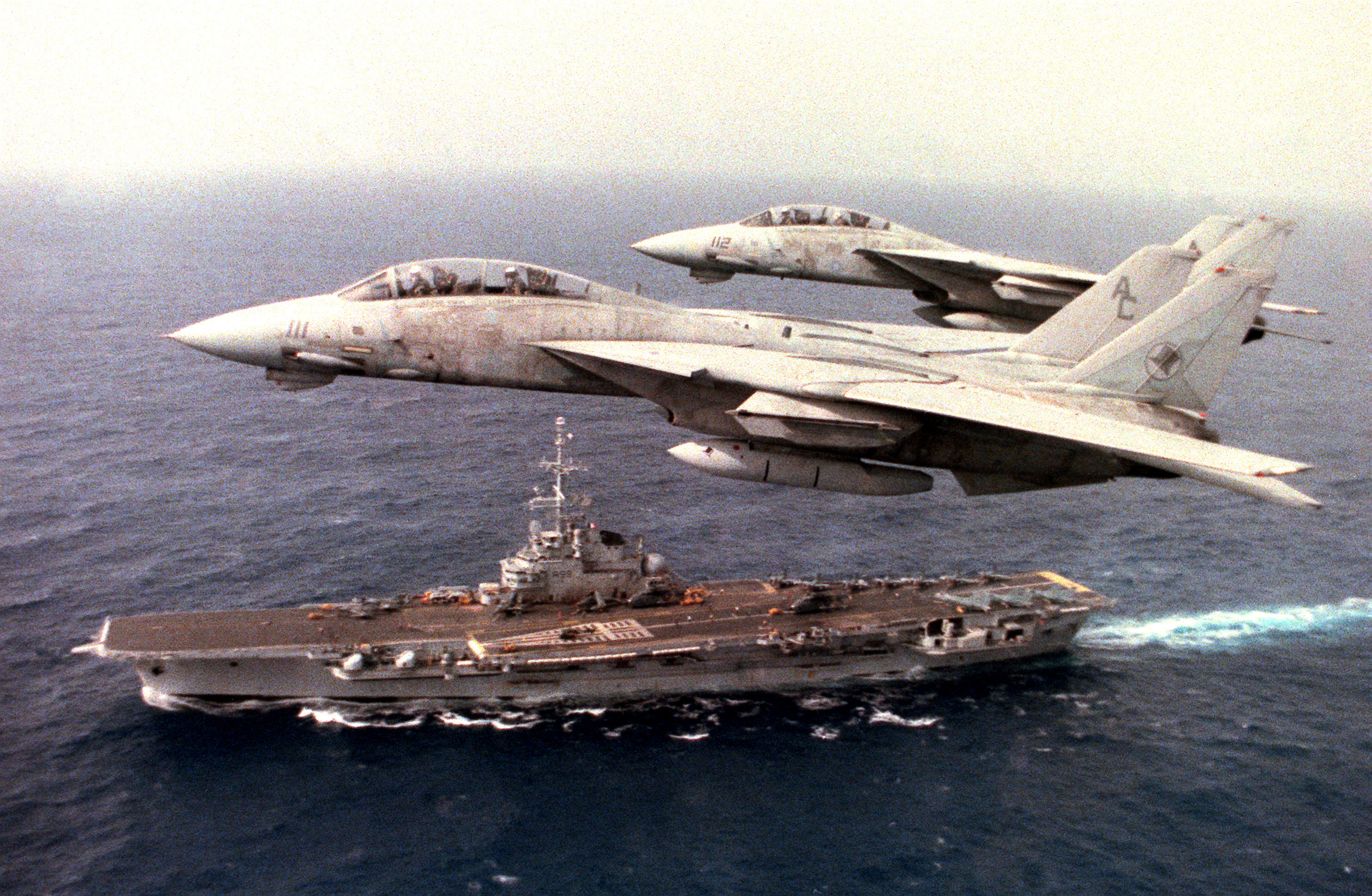
La Foch sorvolata da due F14 Tomcat americani
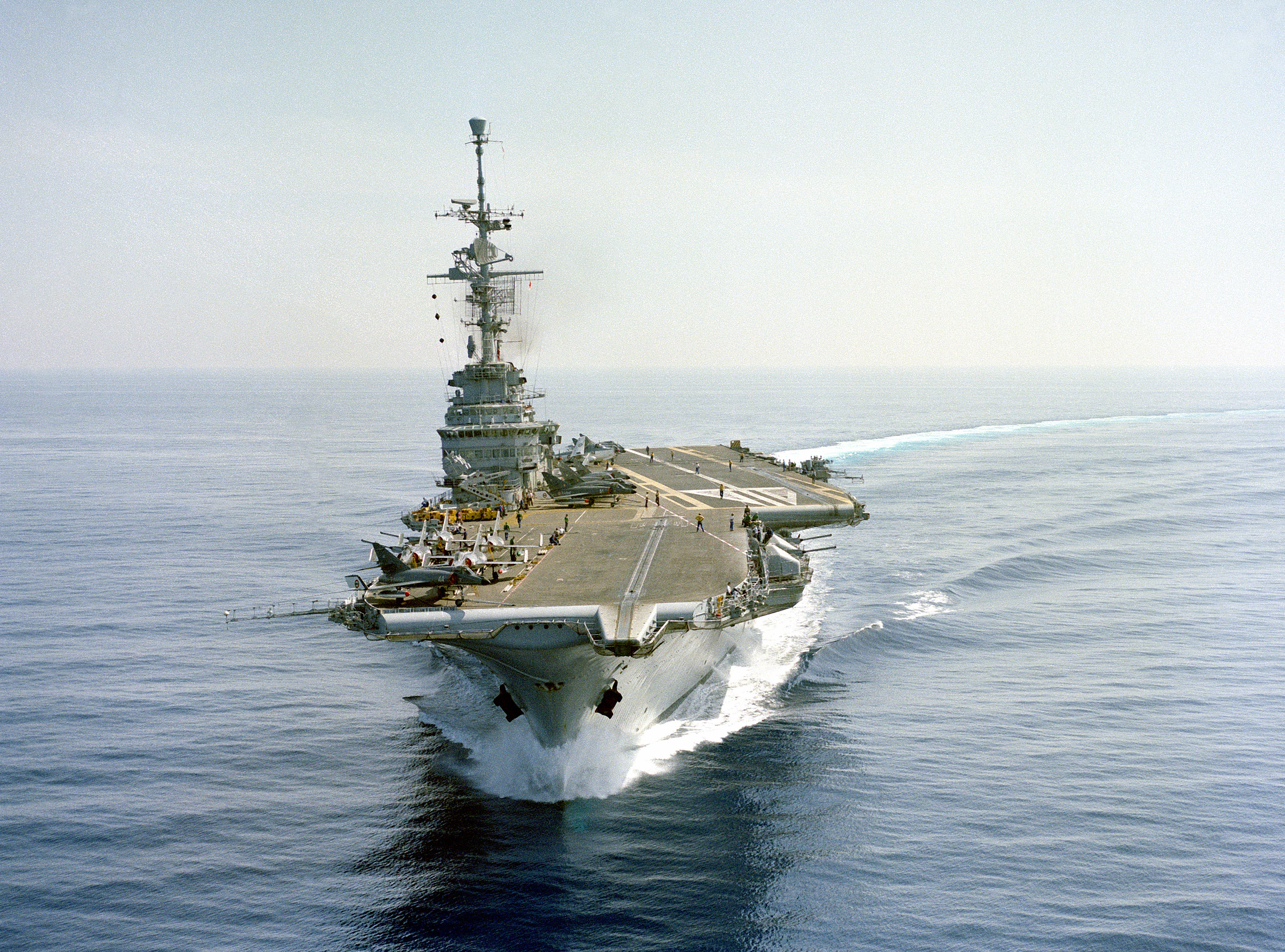
Vista frontale della Foch